# 蒂埃里·弗雷莫
蒂埃里·弗雷莫（法語：Thierry Frémaux，發音：[tjɛ.ʁi fʁe.mo]；又譯蒂耶里·弗雷莫、蒂耶里·福茂、堤韋·費雷莫、泰瑞·法莫、泰瑞·菲爾摩、弗黑莫、佛里莫、費茂、福懋；1960年5月29日—） 是卢米埃电影资料馆、卢米埃电影节和坎城影展的艺术总监。
弗雷莫拥有里昂第二大学的当代史硕士学位。
2017年，蒂埃里·弗雷莫将卢米埃兄弟的早期作品收集成一部完整的长片《盧米埃：光與影的故事》。 他还为电影的法语版配音。

## 荣誉

### 外国勋章奖章
- 银冠文化勋章（韩国，2014年5月18日批准[6]）
- 三等功绩勋章（乌克兰，2022年8月23日公布[7]）